# Inka (härskare)
Inka (Sapa inka) var titeln på Inkarikets härskare. Inkan var solens son, titeln var ärftlig och styrelseskicket kan betecknas som absolut monarki, av teokratisk karaktär.

## Härskaren över Inkariket
Inkariket eller Tawantinsuyo fanns till under en relativt kort period, cirka 300 år. Under den tiden skedde en gradvis utvidgning och Inkariket hade sin största utbredning då de spanska conquistadorerna anlände 1532. Under Inkarikets höjdpunkt sträckte det sig från Colombia, Ecuador, Peru, Bolivia till Chile och Argentina, det vill säga det var mer än 4 000 km långt och täckte ett territorium på mer än 3 miljoner kvadratkilometer.
När spanjorerna kom hade den siste store inkan Huayna Capac dött och en strid höll just på att blossa upp mellan inkans två söner, halvbröderna Atahualpa och Huáscar.
Inkafolket saknade skriftspråk så det vi vet om Inkarikets historia är det som hade bevarats i muntlig tradition och som nedtecknades av spanjorerna. Ju längre bak i tiden man kommer desto osäkrare blir tidsbestämning och annat. De första inkorna räknas därför till de mytiska inkorna, och från och med den nionde inkan Pachacuti talar man om de historiska inkorna, se listan över inkor.

## Kröningen av en inka
För att bli inka måste arvtagaren krönas av Inkarikets överstepräst Willac Umo. De inkor som krönts på detta sätt brukar räknas till capaccuna, listan över krönta inkor. Till inkorna räknas ibland också den sista inkan Atahualpa. Denne hade de fakto ställningen som den härskande inkan när spanjorerna anlände, men han blev aldrig krönt. Till ny inka utsåg sedan spanjorerna Atahualpas halvbror Manco Inca, men inte heller han räknas till capaccuna.
Inkan bar olika insignier som markerade hans höga position, bland annat en kunglig borla – mascaipachan. Inkan bar också en huvudbonad, llauto som var ett färgat band som lindades runt inkans huvud, och corequenque-fjädrar (fjädrar i svart och vitt som fästes under inkans llauto). Inkan hade också liksom den övriga noblessen öronprydnader av metall (guld) orejeras som fästes i stora hål i örsnibbarna. Som tecken på sin makt hade inkan en käpp av guld med fjädrar topayauri samt champi som var en yxa av guld.